# La Roche-sur-Yon
La Roche-sur-Yon is een plaats en gemeente in het Franse departement Vendée (regio Pays de la Loire). De gemeente telde 54.699 inwoners op 1 januari 2022. Het is de hoofdstad (prefectuur) van de Vendée. De plaats maakt deel uit van het arrondissement La Roche-sur-Yon.

## Geschiedenis
In de middeleeuwen was de stad de zetel van een prinsdom. De stad werd in brand gestoken door republikeinse troepen tijdens de opstand in de Vendée na de Franse Revolutie. De stad herstelde stilaan vanaf 1804 nadat Napoleon er een garnizoen legerde en tot hoofdstad van het departement maakte. De architect Duvivier stond in voor de wederopbouw met een regelmatig stratenplan.

### Naam
De naam van de stad werd in de loop van de 19e eeuw verscheidene keren gewijzigd in functie van de heersende politieke situatie in Frankrijk. Per keizerlijk decreet door Napoleon tot stad verklaard op 25 mei 1804 kreeg ze ook zijn naam tijdens het keizerrijk en de Honderd Dagen. Tussentijds werd ze herbenoemd tot Bourbon-Vendée en nadien tijdens het Tweede Franse Keizerrijk tot Napoléon-Vendée, om vanaf 1870 haar oorspronkelijke naam La Roche-sur-Yon terug te krijgen.

## Geografie
De oppervlakte van La Roche-sur-Yon bedroeg op 1 januari 2022 87,52 vierkante kilometer; de bevolkingsdichtheid was toen 625 inwoners per km².
De onderstaande kaart toont de ligging van La Roche-sur-Yon met de belangrijkste infrastructuur en aangrenzende gemeenten.

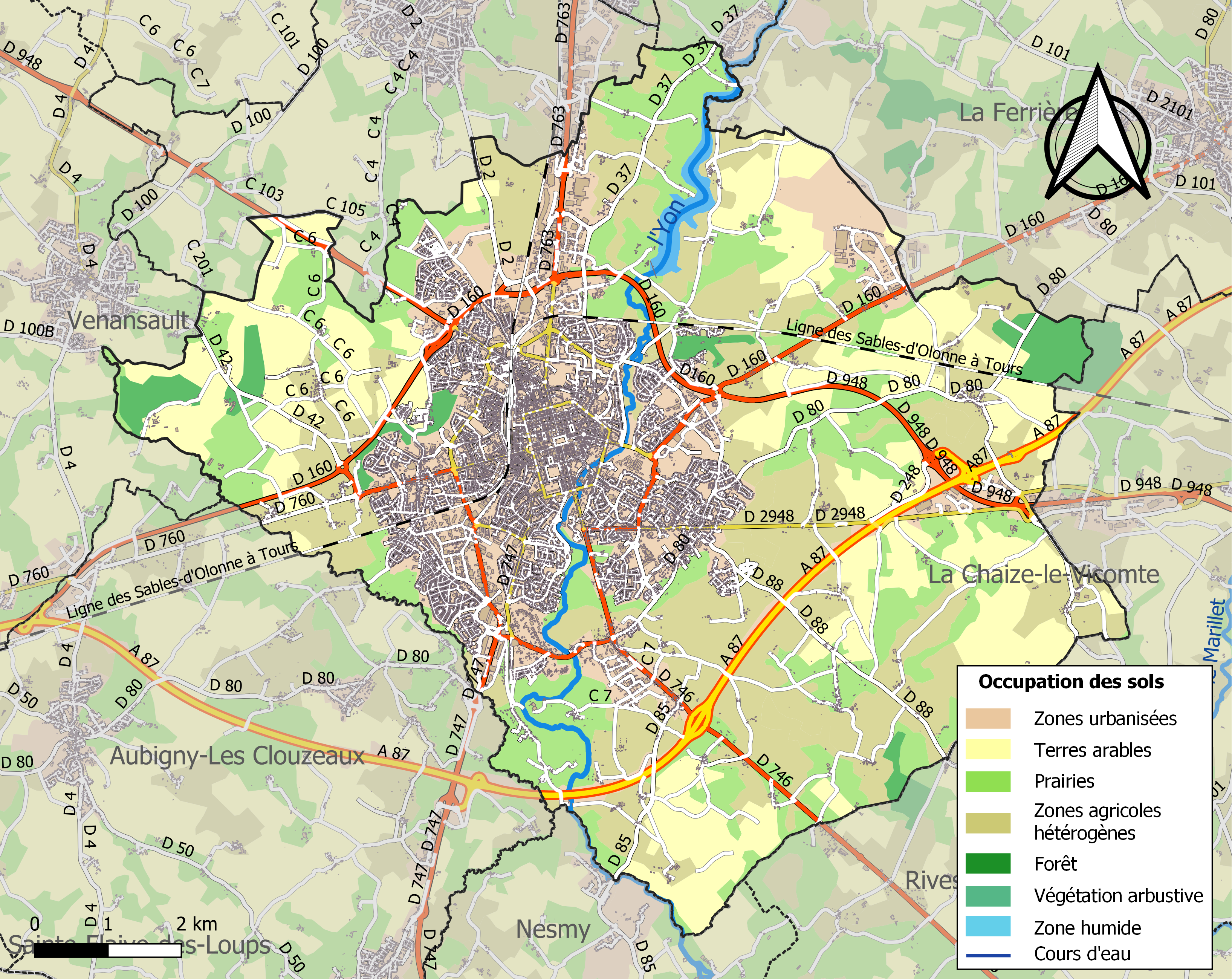

## Verkeer en vervoer
In de gemeente ligt spoorwegstation La Roche-sur-Yon. De spoorwegen Nantes-Bordeaux en Tours-Les Sables-d'Olonne kruisen er elkaar.

## Demografie
Onderstaande figuur toont het verloop van het inwonertal (bron: INSEE-tellingen).

## Sport
La Roche-sur-Yon was zes keer etappeplaats in de wielerkoers Ronde van Frankrijk. Van 1934 t/m 1938 was La Roche-sur-Yon jaarlijks aankomstplaats van een etappe. Tachtig jaar later won de Slowaak Peter Sagan er een rit.

## Partnersteden
- Drummondville (Canada)

## Geboren
- Emile Faguet (1847-1916), schrijver
- Benjamin Rabier (1869-1939), tekenaar
- Pierre Commoy (1950), kunstenaar
- Richard Guérineau (1969), stripauteur
- Félicia Ballanger (1971), wielrenster
- Adlène Guédioura (1985), Algerijns voetballer
- MHD (rapper) (1994), artiest